# 4DX
4DX是由韓國CJ 4DPLEX 有限公司在 2009 年開發的電影院體感技術，當中使用了一套動態技術，透過電影中不同的劇情，來觸發不同的模擬實感。
類似的系統還有由美國 Media Mation 公司所研發的MX4D。

## 普及性
截至2014年4月，全球24個國家僅有100家設有4DX配置的電影院。
2018年4月，全球設有此配置的突破500廳。

## 內容

### 座椅
- 設有震動功能
- 接受程式指令
- 配有上下升降、前後傾斜的效果

### 環境特效
4DX會受電影劇情中以下的環境所影響：
- 水霧
- 氣味
- 泡泡
- 閃電
- 香水
- 空氣
- 雨
- 雪

## 連結
- 天馬影視文化（页面存档备份，存于）
- VSCinemas
- 開發公司官方網站